# مارینوس کراوس
مارینوس کراوس (انگلیسی: Marinus Kraus؛ زادهٔ ۱۳ فوریهٔ ۱۹۹۱) اسکی‌باز پرش اهل آلمان است.